# Мараш (еялет)
37°35′00″ пн. ш. 36°56′00″ сх. д. / 37.583333333333° пн. ш. 36.933333333333° сх. д.
Еялет Мараш або Дулкадирськи (Зулькадарський) пашалик (осман. ایالت ذو القادریه / دولقادر) — адміністративно-територіальна одиниця Османської імперії. Існував у 1522—1864 роках з площею 200,340 км². Утворився в результаті приєднання Дулкадирського (Зулькадарського) беліка. У 1864 році увійшов до складу вілайєтів Діярбекір та Алеппо.

## Історія
Дулкадирський белік, користуючись вигідним географічним положенням, тривалий час зміг зберегти свою незалежність. Лише у 1515 році визнав зверхність султана Селіма I. У 1522 році перетворено на бейлербейство (з 1590 року стає еялетом). Спочатку очолювали цю провінцію колишні правителі бейліка. У 1530-х роках тут поширилася тімарна система.
У 1620-х роках місцевим вірменам надано автономію в обмін на допомогу в приборканні повстання туркоманів. За часів кризи 1630—1640-х років Мараш став одним з небагатьох еялетів, що контролювався центральним урядом. З огляду на важливе становище сюди призначалися досвідчені військовики. З кінця 1770-х років паша Марашу також ставав пашею Діярбекірського еялету, призначаючи сюди своїх представників (мутесилімів).
З кінця 1780-х років паші Марашу стали напівнезалежними правителями, активно воювали з сусідніми пашами. Втім, у 1818 році знову опинилися в підпорядкуванні центрального уряду. У 1830-х роках паша Марашу зумів відбити спробу єгипетського загону Ібрагіма-паші зайняти провінцію. У 1862 році вибухнуло повстання вірмен, що перекинулося також на сусідні еялети. Зрештою завдяки втручанню французького імператора Наполеона III вдалося досягти миру в обмін на розширення вірменської автономії. У 1864—1865 роках придушено повстання тюркського племені козаноглу.
У 1864 році в рамках адміністративно-територіальної реформи еялет Мараш розділено між вілайєтами Алеппо та Діярбакір.

## Структура
Складався з 4 санджаків: Мараш (Санджак-Паша), Малатья, Кадірли, Газіантеп. Дохід від хаси бейлербея (потім паши) становив 628.450 акче, санджакбеїв коливався від 300 до 500 тис. акче. Загалом було утворено 2140 тімарних володінь й 29 зеаметів. Марашський еялет міг виставить 2582 спагія-кіннотника.